# Aleardo Aleardi
Aleardo Aleardi, nato Gaetano Maria Aleardi (Verona, 14 novembre 1812 – Verona, 17 luglio 1878), è stato un poeta e politico italiano, appartenente alla corrente del romanticismo.

## Biografia
Aleardo Aleardi - il cui nome di battesimo era Gaetano Maria, poi da lui mutato in Aleardo - nacque a Verona nel 1812 da Maria Canali e dal conte Giorgio Aleardi. Dopo aver studiato legge all'Università di Padova insieme con gli amici Giovanni Prati e Arnaldo Fusinato, ritornò a Verona, interessandosi di poesia e di critica d'arte.
Tra i suoi primi componimenti vi sono Il matrimonio (1842), un'esaltazione delle nozze come espressione di civiltà, e l'Arnalda di Roca, del 1844, poemetto storico che ha protagonista una giovane donna che muore difendendo il proprio onore: vi è già in esso la ricerca degli effetti scenografici e quel colore drammatico tipico di tutta la produzione successiva dell'Aleardi.
Il primo successo è raggiunto nel 1846 con le due Lettere a Maria, in versi sciolti, nel quale il poeta si rivolge a un'amica proponendole un amore platonico: è un'occasione per manifestare la sua fede nell'immortalità dell'anima ed effondere i suoi affetti sentimentali nello spirito di un romanticismo di maniera.
Assiduo frequentatore del salotto della contessa Anna Serego Gozzadini Alighieri, ne corteggiò la figlia Nina, dedicandole numerose composizioni poetiche. Ai moti risorgimentali del 1848, fu inviato a Parigi da Manin a chiedervi aiuti per la ricostituita Repubblica Veneta. Fu arrestato nel 1852 e rinchiuso per qualche mese nella fortezza di Mantova: ne seguì un periodo di depressione e, nel 1855, l'idillio Raffaello e la Fornarina, dove la leziosità del componimento è tale da raggiungere il cattivo gusto.

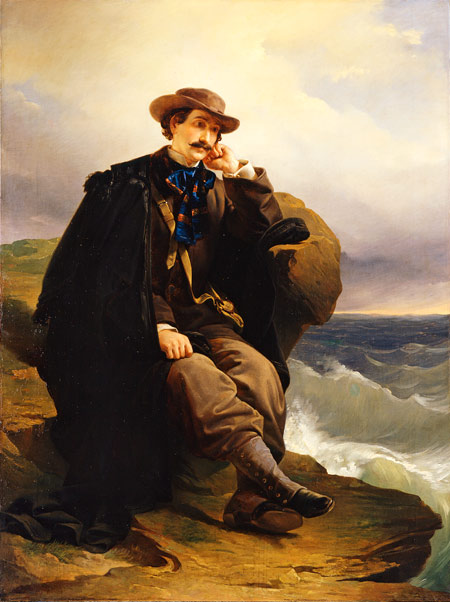
Aleardi ritratto da Domenico Induno

L'Aleardi diede il meglio di sé rielaborando alcuni canti e pubblicando nel 1856 sia Il Monte Circello, che comprende un componimento famoso sulla vicenda di Corradino di Svevia, a lungo presente nelle antologie scolastiche, che Le antiche città marinare e commerciali, e nel 1857 le Prime storie, con immagini ispirate a vicende bibliche. La pubblicazione dei Canti patrii fu invece rinviata a causa dell'arresto, avvenuto nel giugno del 1859, e della detenzione nel castello di Josefstadt, in Boemia, in conseguenza della guerra austro-franco-piemontese.
Liberato alla fine della guerra, fu deputato del Regno di Sardegna nel 1860. Si stabilì a Brescia, pubblicando gli ultimi versi, tutti d'ispirazione politica: I sette soldati del 1861, il Canto politico del 1862 e I fuochi sull'Appennino del 1864, anno in cui si trasferisce a Firenze per tenervi all'Istituto d'Arte la cattedra di estetica. Già deputato, fu nominato senatore nel 1873: onorato e ricercato nei salotti, come poeta era ormai un sopravvissuto e morì improvvisamente a Verona nel 1878.

## Critica letteraria
Dopo i favorevoli giudizi dei contemporanei, ebbe una celebre stroncatura - non solo di estetica letteraria - dall'Imbriani: «Non siamo, no, commossi da chi guaisce quasi femminetta, per quasi carcerazione o non lungo sbandeggiamento, consolato da stipendi malguadagnati [...] Riguardo poi all'ostentarci di continuo quei pochi mesi di prigionia... cazzica! Io non sono tanto offeso esteticamente dal modo in cui se ne parla, quanto moralmente dall'udir tanto baccano per tanta parvità di materia».
Anche il giudizio dell'amico Gaetano Trezza, che nel 1879 curò la pubblicazione del suo Epistolario, seppur positivo è piuttosto cauto: Aleardi ha una «Musa gentile, onesta e magnanima [...] è una delle figure più simpatiche del nostro Risorgimento» e limitativa è la valutazione del Carducci, mentre il Ciampoli ne ricercò prestiti e plagi dalla tradizione latina e italiana - Catullo, Properzio, Virgilio, Dante, Foscolo, Leopardi e Manzoni - oltre che europea - Byron, Lamartine, Heine, Hugo, Uhland, Freiligrath.

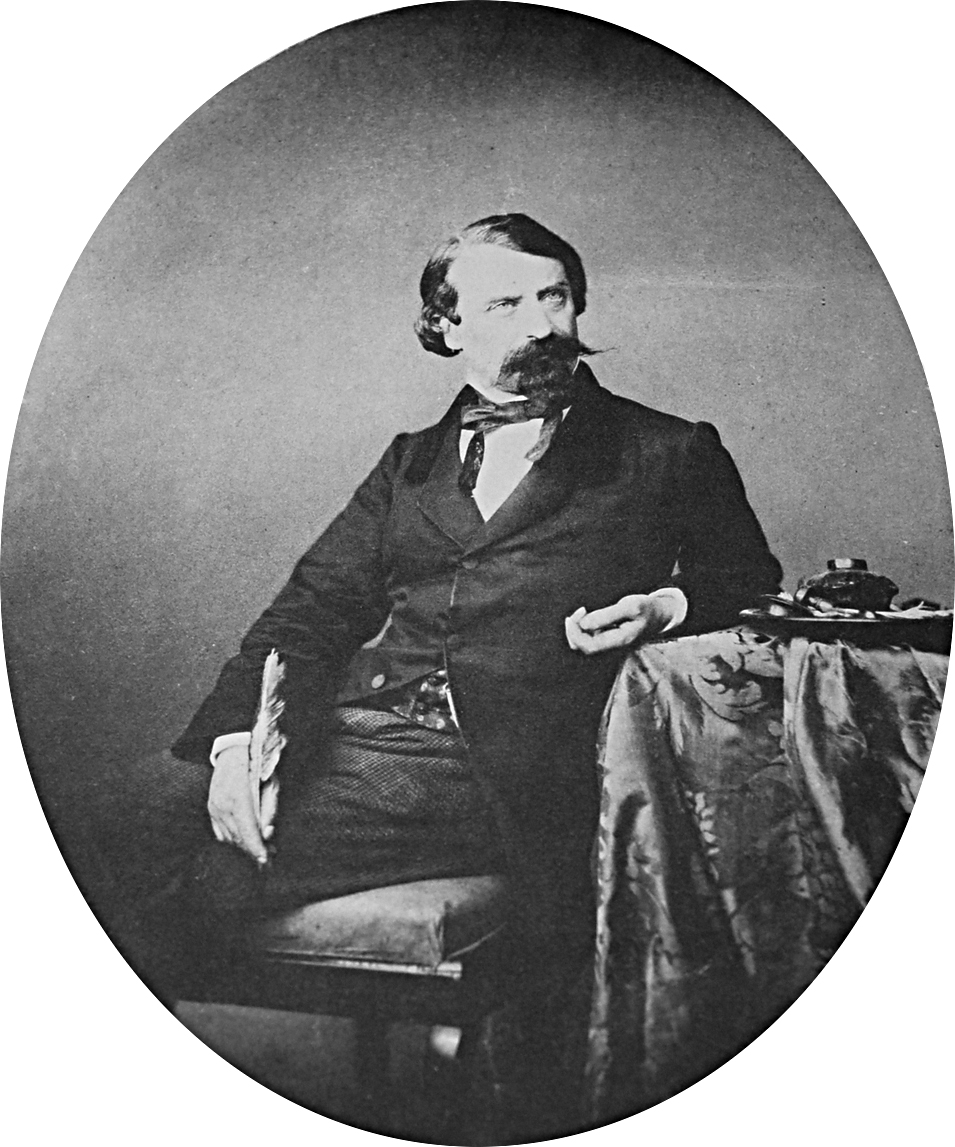
Aleardi fotografato da Moritz Lotze

Spesso accostato al Prati per il comune languore sentimentale, ma a quello subordinato, la fortuna dell'Aleardi declinò alla fine dell'Ottocento per ottenere qualche riconoscimento dal Croce che ne rilevò la sincerità di poeta sotto le forme di dubbio gusto e ne fece un precursore del Pascoli, e dal De Lollis, che vide in lui il poeta della transizione romantica, incerto tra classicismo e realismo.
Negativi furono i giudizi del Momigliano, per il quale «nella sua poesia c'è quasi sempre l'aleardismo, quasi mai l'Aleardi», e del Pompeati che valuta l'Aleardi «una crisalide di poeta». Il Flora trova in lui genuine qualità di poeta e il Sapegno, confermando la qualità dell'ispirazione poetica dell'Aleardi, addebita le sue cadute di gusto alla temperie culturale dell'epoca.
Per il Piromalli, sulla scorta degli studi gramsciani, la paura della rivoluzione parigina del 1848 e il fallimento della rivoluzione italiana nel 1849 «sospingono la letteratura tardoromantica verso un'arcadia di sentimentalismo e un vagheggiamento di atmosfere vaporose», nel quale la figura del poeta «diventa un personaggio eccezionale per la sua sensibilità e superiore alla realtà pratica ed economica» e la poesia una vaga idealità, secondo «un costume sonnacchioso, fiacco e autonobilitantesi». L'Aleardi ne è, con il Prati, uno dei maggiori rappresentanti: sono entrambi «poeti di consumo, di ideali anticontadini, innamorati della bellezza del cuore, incapaci di uscire dal linguaggio floreale e andare verso il concreto».

## Riconoscimenti
A Verona, oltre che un istituto scolastico privato, porta il suo nome uno dei ponti sul fiume Adige. Molte altre città, inoltre, hanno dedicato una via al poeta.

## Opere
- Poesie Complete,1863 Losanna (Presso la Società Editrice)
- Canti, Firenze 1864
- Poesie varie, Salerno, Migliaccio, 1860
- Epistolario, a cura di G. Trezza, Verona-Padova 1879
- Monte Circello